# Klášter Cordeliers
Klášter Cordeliers (francouzsky Couvent des Cordeliers), též Klášter menších bratří (Couvent des frères mineurs) byl klášter minoritů v Paříži. Nacházel se v prostoru dnešního sídla Univerzity Paříž V v ulici Rue de l'École-de-Médecine v 6. obvodu. Označení Cordelières je odvozeno od slova cordel, francouzského výrazu pro cingulum. Klášter byl založen roku 1230. V budově od roku 1835 sídlí muzeum anatomie Musée Dupuytren.

## Historie
První minorité se usadili mezi lety 1217 a 1219 v Saint-Denis severně od Paříže, odkud přesídlili na Montagne Sainte-Geneviève. Zde krátce předtím dominikáni založili jakobínský klášter. Zatímco dominikáni sídlili vně městských hradeb, plánovali minorité od roku 1223 založit klášter mimo hradby v oblasti zvané Vauvert. Stavba se však ještě před svým dokončením zřítila. Poté jim opat Eudes z kláštera Saint-Germain-des-Prés přenechal pozemek ležící západněji blíže k městu. Klášter ležel západně od silnice vedoucí z města na jih (dnešní ulice Rue Monsieur-le-Prince), severovýchodní hranici tvořila polní cesta, dnešní Rue de l'École-de-Médecine, kde ležel vstup do kláštera.

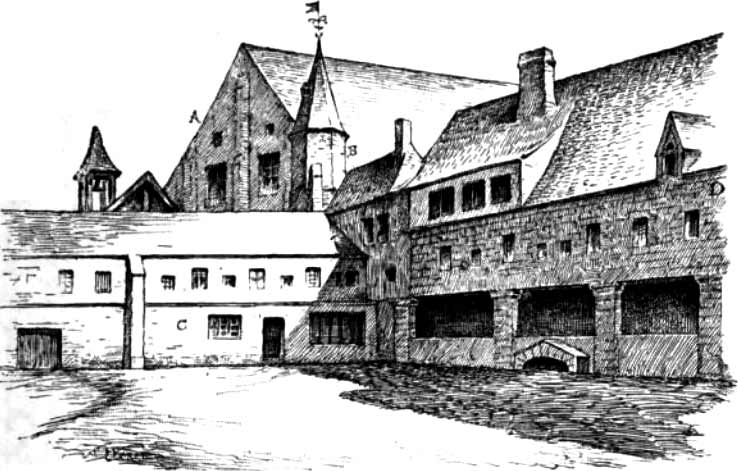
Klášter v roce 1793

Nejspíše v roce 1236 vstoupil do kláštera scholastik Alexandre de Hales, který přeložil do kláštera svou teologickou kolej a založil zde tzv. starší františkánskou školu. Jeho nástupcem byl Bonaventura z Bagnoregia. Klášter se těšil přízni královské rodiny. Královna Jana z Évreux financovala v roce 1341 stavbu kaple a infirmaria a dalších budov. Karel V. nechal jako dauphin v nepřítomnosti svého otce v letech 1356 a 1357 svolat generální stavy, které zasedaly ve velkém sále kláštera. Také královna Anna Bretaňská podporovala klášter. V 17. století přeložil Ludvík XIV. sídlo rytířského Řádu sv. Michala z Vincennes do kláštera Cordeliers.
Po vypuknutí Velké francouzské revoluce byl klášter v roce 1790 zrušen. Klášterní kostel a část budov sloužila ke shromážděním klubu kordeliérů, který založil Camille Desmoulins. Od roku 1795 sídlila v bývalém klášteře nemocnice. V roce 1802 byly budovy až na křížovou cestu, refektář a dormitář strženy a byla zde vystavěna škola pro lékařskou fakultu (École Pratique de la Faculté de Médecine) a nová nemocnice se 140 lůžky. Obě budovy byly v letech 1877-1900 plně rekonstruovány.
Dnes působí františkánský řád v Paříži v klášteře svatého Františka v ulici Rue Marie-Rose ve 14. obvodu.

## Pohřbení v klášteře
- 1284: Petr I. z Alenconu, syn Ludvíka IX.
- 1305: královna Jana I. Navarrská, manželka Filipa IV. Sličného
- 1371: srdce královny Jany z Évreux, manželky Karla IV. Sličného, tělo je uloženo v bazilice Saint-Denis
- 1321: královna Marie Brabantská, druhá manželka Filipa III.
- 1322: srdce krále Filipa V., ostatky uloženy v Saint-Denis
- 1328: Ludvík z Valois (1318–1328), syn Karla I. z Valois a jeho třetí ženy Mahauty ze Châtillonu
- 1328: Ludvík Francouzský (*/† 1328), syn Filipa VI. a jeho první ženy Jany Burgundské
- 1329: srdce Mahauty z Artois, její tělo je pohřbeno v klášteře Maubuisson
- 1330: Ludvík Francouzský (*/† 1330), syn Filipa VI. a jeho první ženy Jany Burgundské
- 1336: Karel z Évreux (1305–1336), syn Ludvíka z Évreux
- 1793: Jean Paul Marat, revolucionář, novinář a jakobín, pohřben pod stromy v rajské zahradě, 1794 přenesen do Pantheonu, 1795 přenesen z Pantheonu na hřbitov kostela Saint-Étienne-du-Mont

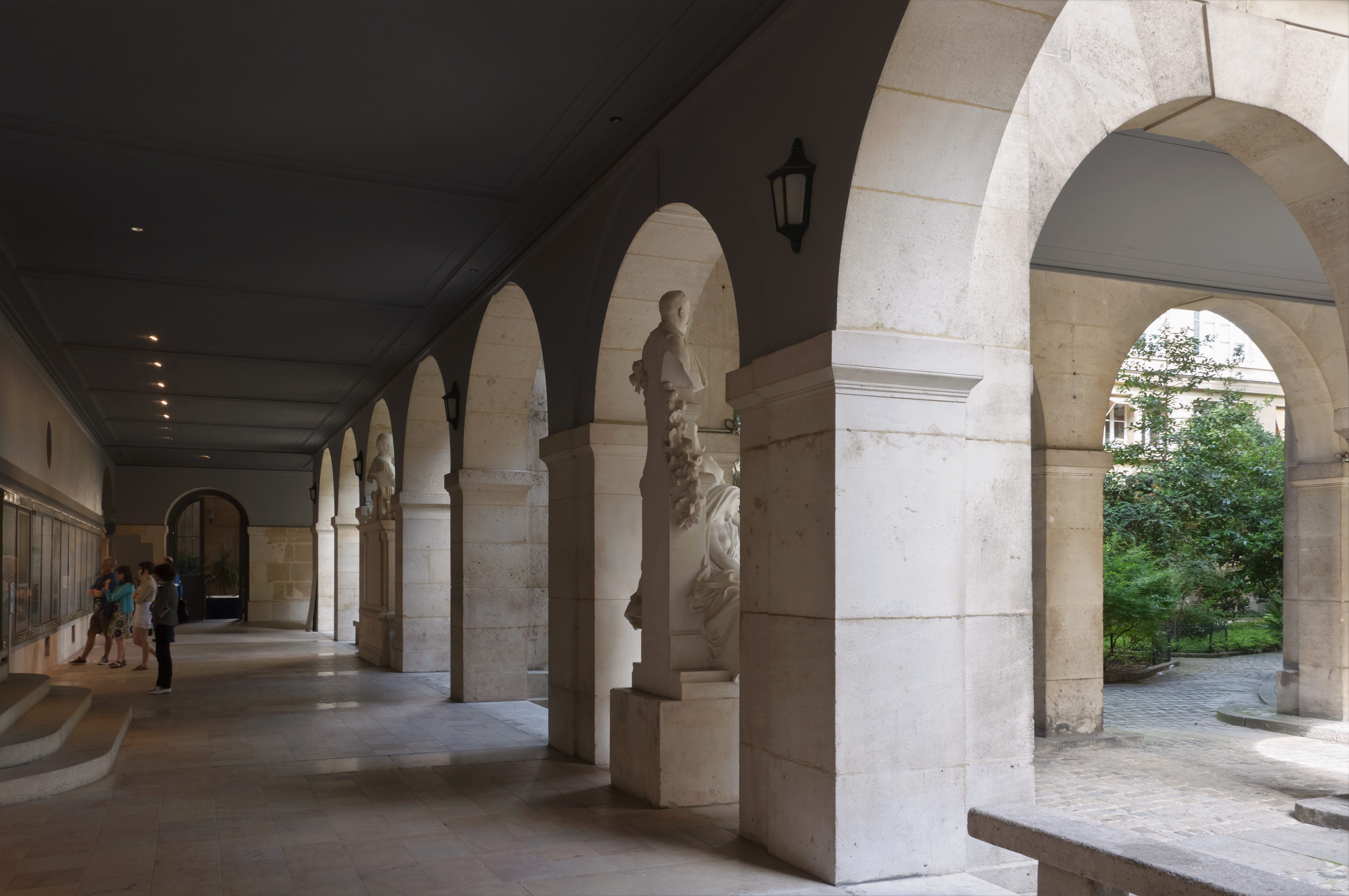
Obnovený ambit

## Architektura
Z kláštera se dochovaly pozdněgotické budovy z konce 15. století, které sloužily jako refektář a dormitář. Jedná se o jeden z řídkých dochovaných dokladů středověké klášterní architektury v Paříži.
Původní křížová chodba existovala až do roku 1877. Kvůli svému špatnému stavu byla při stavbě nemocniční budovy rozebrána a za použití původních stavebních prvků opět postavena do původní podoby.
Klášterní kostel se nacházel mezi křížovou chodbou a ulicí Rue des Cordeliers. Jednalo se o trojlodní stavbu, za jejíž apsidou se nacházel refektář. O něco dále východněji stála teologická škola. Jižní část klášterního komplexu zabírala klášterní zahrada s infirmariem.